# Carlos Santana
Carlos Augusto Alves Santana (Autlán de Navarro, Jalisco, 20. srpnja 1947.), meksički gitarist.
Carlos Santana je rođen 20. srpnja 1947 u Autlan de Navarro, Meksiko. Njegov otac koji je bio jedan od mariachi glazbenika upoznao ga je s meksičkom glazbom. Ali, on se okrenuo glazbenicima poput B. B. Kinga, John Lee Hookera i T-Bone Walkera. S 14 godina nastupao je u lokalnom sastavu i po lokalnim barovima. Godine 1961. seli se u San Francisco. Nakon završene srednje škole 1966. godine osniva svoj sastav pod nazivom "Santana Blues Band" s četvoricom kolega i sviraju obrade B.B. Kinga i Ray Charlesa. Njihov debi album "Santana" 1969. godine prodan je u dvostrukoj platinastoj nakladi. Sljedeći po redu album "Abraxas" prodan je četverostrukoj platinastoj nakladi. U njegovoj karijeri je dosad osam zlatnih i sedam platinastih albuma. Prodao je oko 80 milijuna primjerka albuma. Na kraju 1999. godine sa svojih 52. godine ostvaruje svoj No. 1 na američkoj top listi s pjesmom u suradnji s Rob Thomasom. Carlos Santana je poznat po svome stilu miješanja pop glazbe s bluesom, rock'n'rollom, Afro-kubanskom glazbom i Latinskim zvucima.

## Vanjske poveznice
- Santana - službena web stranica